# Las noches de Paloma
Las noches de Paloma est un film mexicain réalisé par Alberto Isaac, sorti en 1978.

## Fiche technique
- Réalisation : Alberto Isaac
- Scénario : Giovanni Boccaccio (La Boda del Rey de Garbe) et Francisco Sánchez (adaptation)
- Assistance réalisation : Manuel Ortega
- Production : STPC, Angélica Ortiz, Fidel Pizarro
- Photographie : Jorge Stahl Jr., Genaro Hurtado (photo. sous-marine)
- Musique : Nacho Méndez
- Montage : José W. Bustos
- Direction artistique : Javier Rodríguez
- Scénographie et décor : Lucero Isaac, José González C.
- Costumes : Georgette Somohano
- Maquillage : Sara Mateos
- Son : Alfredo Solís
- Pays :  Mexique
- Durée : 90 minutes
- Format : Eastmancolor, 35 mm, ratio 1.85 : 1
- Genre : Drame
- Lieux de tournage : Morelos, Mexique
- Date de sortie : 26 octobre 1978

## Distribution
- Cristina Baker : Paloma
- Bruno Rey : don Gilberto
- Pancho Córdova : don Ángel Monroy
- Gregorio Casal : Abel Mancilla "El Pajarito"
- Eric del Castillo : Général Othón Oropeza
- Juan Peláez : Ramoncito Campoamor
- Mario Casillas : Chente Mancilla
- Mario Zebadua "Colocho" : Padrecito
- Mauricio Herrera : Le Diable
- Delia Magaña : Sœur Naná
- Lola Beristáin : Sœur Teté
- Queta Lavat : Mamá
- Gastón Melo : Sergent Pifas
- Paco Llopis : Docteur
- Jaime Ramos : Calero
- Ramiro Ramírez : garde
- José Luis Moreno : Marcos
- Carlos Gómez : chanteur
- Francisco Mauri : Petronilo
- Inés Murillo : doña Carmen
- Xochitl del Rosario : doña Frutos
- Santanón : Matías
- Octavio Menduet : Elpidio
- Fernando Pinkus : don Domitilo
- María Barber : doña Trini
- Claudio Isaac : jardinier
- Meche Carreño : chanteur
- José Antonio Marros et Iaco Alva : joueurs de loterie

## Distinctions
- 1979 : Diosa de Plata décernée à Nacho Méndez pour la Meilleure Bande Originale